# Gilmonde
Gilmonde es una freguesia portuguesa del concelho de Barcelos, con 4,87 km² de superficie y 1525 habitantes (2001). Densidad de población: 313,1 hab/km².